# Buprestis adjecta
Buprestis adjecta es una especie de escarabajo del género Buprestis, familia Buprestidae. Fue descrita científicamente por LeConte en 1854.

## Distribución geográfica
Habita en América del Norte.